# Melrose Sevens
Ne doit pas être confondu avec Melrose Cup.
Le Melrose Sevens est un tournoi annuel de rugby à 7 organisé par le Melrose Rugby Club, à Melrose, en Écosse. Il s’agit de la plus ancienne compétition de rugby à sept au monde, dont la création remonte à 1883, année à laquelle le tournoi avait été suggéré par l’ancien joueur de Melrose, Ned Haig. 
Ayant lieu chaque avril, le tournoi fait partie de la compétition Kings of the Sevens et a attiré des équipes du Japon, de Hong Kong, d'Uruguay et d'Afrique du Sud. En 2018, les Watsonians écossais sont les champions en titre après avoir battu leur hôte du Melrose Rugby Club 19-14 en finale pour remporter l'événement pour la première fois depuis 1996. 
Sur le plan national, le tournoi est retransmis en direct sur BBC Two Scotland et BBC Red Button, et localement, du premier match jusqu'à la finale, à Radio Borders.   

## Palmarès par édition
- 1883  Melrose
- 1884  Gala
- 1885  Melrose
- 1886  Tynedale
- 1887  Hawick
- 1888  Hawick & Wilton
- 1889  Melrose
- 1890  Gala
- 1891  Gala
- 1892  Hawick
- 1893  Hawick
- 1894  Hawick
- 1895  Hawick
- 1896  Hawick
- 1897  Hawick
- 1898  Hawick
- 1899  Jed-Forest
- 1900  Hawick
- 1901  Hawick
- 1902  Jed-Forest
- 1903  Gala
- 1904  Jed-Forest
- 1905  Watsonians
- 1906  Watsonians
- 1907  Watsonians
- 1908  Hawick
- 1909  Hawick
- 1910  Hawick
- 1911  Hawick
- 1912  Hawick
- 1913  Hawick
- 1914  Watsonians
- 1915-1918 Not held (WW I)
- 1919  Hawick
- 1920  Stewart's College FP
- 1921  Royal HSFP
- 1922  Hawick
- 1923  Heriot's F.P.
- 1924  Hawick
- 1925  Hawick
- 1926  Watsonians
- 1927  Hawick
- 1928  Edinburgh Accies
- 1929  Hawick
- 1930  Edinburgh Accies
- 1931  Melrose
- 1932  Gala
- 1933  Hawick
- 1934  Royal HSFP
- 1935  Watsonians
- 1936  Watsonians
- 1937  Gala
- 1938  Heriot's F.P.
- 1939  Heriot's F.P.
- 1940  Heriot's F.P.
- 1941  Edinburgh City Police
- 1942-1944 World War II
- 1945  Watsonians
- 1946  Hawick
- 1947  Melrose
- 1948  Melrose
- 1949  Edinburgh Accies
- 1950  Melrose
- 1951  Rosslyn Park
- 1952  Melrose
- 1953  Hawick
- 1954  Heriot's F.P.
- 1955  Hawick
- 1956  Stewart's College FP
- 1957  Heriot's F.P.
- 1958  Heriot's F.P.
- 1959  Gala
- 1960  Cambridge University
- 1961  Royal HSFP
- 1962  London Scottish
- 1963  Boroughmuir
- 1964  Gala
- 1965  London Scottish
- 1966  Hawick
- 1967  Hawick
- 1968  Loughborough Colleges
- 1969  Loughborough Colleges
- 1970  Gala
- 1971  Gala
- 1972  Gala
- 1973  Edinburgh Wanderers
- 1974  Jed-Forest
- 1975  Melrose
- 1976  Watsonians
- 1977  Gala
- 1978  Kelso
- 1979  Stewart's Melville
- 1980  Kelso
- 1981  Gala
- 1982  Heriot's F.P.
- 1983  Barbarians français
- 1984  Kelso
- 1985  Kelso
- 1986  Kelso
- 1987  Harlequins
- 1988  Kelso
- 1989  Kelso
- 1990  Randwick
- 1991  Ireland Wolfhounds (en)
- 1992  Bay of Plenty
- 1993  Co-Optimists
- 1994  Gala
- 1995  Manly
- 1996  Watsonians
- 1997  Melrose
- 1998  Melrose
- 1999  Gala
- 2000  Nawaka
- 2001  Barbarians
- 2002  Boroughmuir
- 2003  Sale Sharks
- 2004  Stellenbosch Univ.
- 2005  Stellenbosch Univ.
- 2006  Newcastle Falcons
- 2007  Univ. of the Free State
- 2008  Scottish Thistles
- 2009  Univ. of Johannesburg
- 2010  Hamilton Sea Point
- 2011  Melrose
- 2012  Saracens
- 2013  Saracens
- 2014  Glasgow Warriors
- 2015  Glasgow Warriors
- 2016  Edinburgh
- 2017  Harlequins
- 2018  Watsonians
- 2019  London Scottish
- 2020 : Annulé à cause de la pandémie de Covid-19
- 2021 : Annulé à cause de la pandémie de Covid-19
- 2022  British Army
- 2023  Monaco Impi's

## Palmarès par équipe
- Hawick (29) incluant la victoire de 1888 en tant que Hawick & Wilton
- Gala (15)
- Melrose (12)
- Watsonians (10)
- Kelso (7)
- Heriot's F.P. (7)
- Jed-Forest (4)
- Boroughmuir (3)
- Edinburgh Accies (3)
- London Scottish (3)
- Royal HSFP (3)
- Stewart's College FP (2)
- Stellenbosch University (2)
- Loughborough Colleges (2)
- Harlequins (2)
- Saracens (2)
- Glasgow Warriors (2)